# Venefica proboscidea
Venefica proboscidea är en fiskart som först beskrevs av Vaillant, 1888.  Venefica proboscidea ingår i släktet Venefica och familjen Nettastomatidae. Inga underarter finns listade.

## Bildgalleri

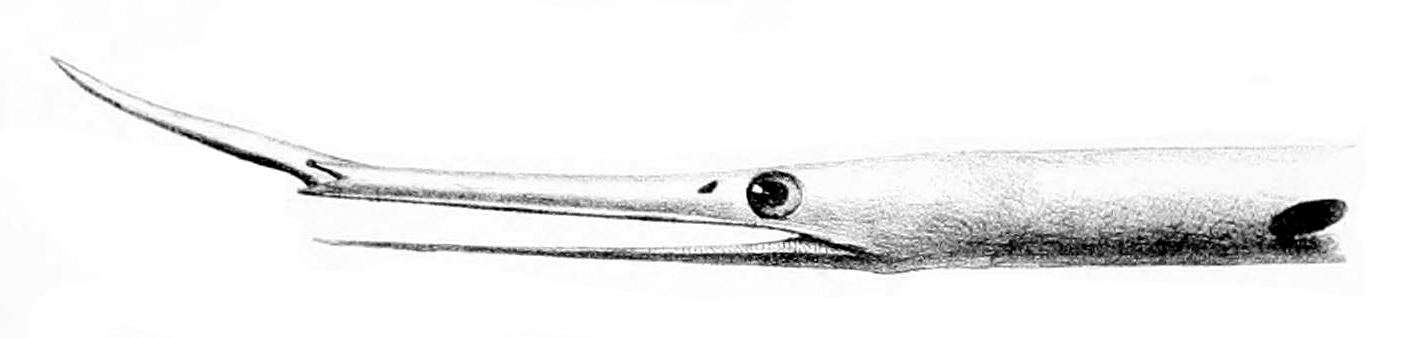